# 诺彦·阿旺丹巴雅日
诺彦·阿旺丹巴雅日（1714年—1761年？），蒙古族，图什业图旗（今内蒙古自治区科尔沁右翼中旗）人，第二世诺彦活佛。

## 生平
清朝康熙五十三年（1714年），第二世葛根阿旺丹巴雅日转生。他出生在本旗台吉徐特克纳的家中。从他开始，葛根名均由西藏方面取。因为达尔罕旗、札萨克图旗均想请他到本旗作葛根，故争执不下，他迟迟无法登上葛根之位，直到28岁时才登葛根之位。
他登位之后，其父徐特克纳台吉修了莲花图庙，让他住在该庙。后来，乾隆帝命他到北京，将《丹珠尔》由藏文译为蒙古文，并赐封他为“诺彦呼图克图”。乾隆十三年（1748年），乾隆帝赐莲花图庙的梵通寺101张度牒，但当时并未颁发度牒执照。后来，阿旺丹巴雅日赴洮儿河东岸的陶赖图山选择庙址，准备扩建庙宇。但尚未开工，他便在48岁时圆寂。死后焚尸。 